# Salnikowo (Nischni Nowgorod)

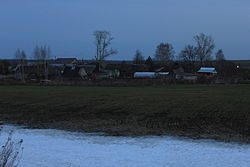
Salnikowo

Salnikowo (russisch Са́льниково) ist ein Dorf (derewnja) in der Oblast Nischni Nowgorod in Russland mit 10 ständigen Einwohnern (Stand 14. Oktober 2010).
Es befindet sich am linken Ufer des Flüsschens Akscha etwa 3 km oberhalb seiner Mündung in die Tjoscha und gehört zur Landgemeinde (selskoje posselenije) Berjosowski selsowet des Rajons Arsamasski. Das Dorf liegt knapp 4 km südwestlich des Gemeindesitzes Berjosowka, gut 3 km vom südlichen Stadtrand des Rajonzentrums Arsamas entfernt und gut 100 km Luftlinie südlich von Nischni Nowgorod.